# Генрик Куна
Генрик Куна (пол. Henryk Kuna; 6 листопада 1879, за іншими відомостями, 1885, Варшава — 17 грудня 1945, Торунь, Польща) — польський скульптор і художник-живописець, професор скульптури в Університеті Стефана Баторія (Вільно).

## Біографія

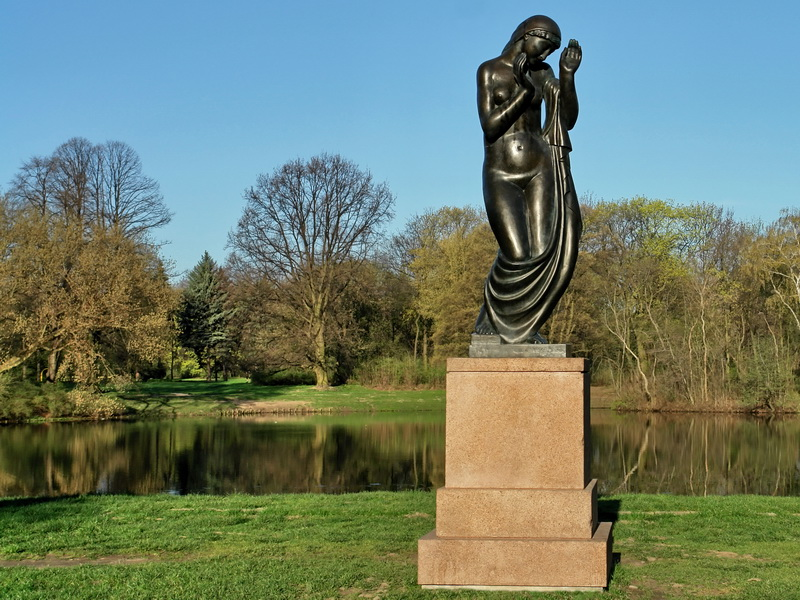
Скульптура «Ритм» в Скаришевському парку (Варшава)

Народився в 1879 році у Варшаві в ортодоксальній єврейській сім'ї. У ранній молодості навчався в рабинських школах у містах Груєць і Цеханув.
Внаслідок захоплення скульптурою, Генрик віддалився від іудаїзму, котре забороняє зображувати людей і тварин. Близько 1900 року він почав поглиблено вивчати скульптуру у Варшаві в студії Піюса Вельонського, потім, у 1902-1904 роках, — в Академії образотворчих мистецтв у Кракові під керівництвом Константи Лящки.
У 1903 році Генрик Куна отримав нагороду академічного конкурсу за скульптуру з циклу Смерть. У 1908 році митець кілька тижнів провів у Елізи Ожешко в Гродно. Проходив стажування в Парижі (1903, 1910—1912), в майстерні каменяра освоював техніку різьблення й удосконалював уміння витісувати з каменю і мармуру. Цікавився кубізмом і неокласицизмом. З 1912 року проживав у Варшаві.
У 1915 році Генрик Куна перейшов у католицьку віру. У 1921 році став одним із засновників неформальної Асоціації польських художників «Ритм», яка існувала в 1922—1932 роках. У першій половині 1924 року вів курс скульптури для художників в Школі витончених мистецтв у Варшаві, потім виїхав до Парижа, де проживав у 1924—1930 роках. Брав активну участь в міжнародних мистецьких виставках.
З 1932 року або 1936 року був професором скульптури Університету Стефана Баторія в Вільно. На заняття приїжджав із Варшави.
Під час Другої світової війни, вцілів, переховуючись у Варшаві та інших містах; тоді ж пережив тяжку хворобу.
У 1945 році був призначений професором скульптури в Університеті Миколая Коперніка в Торуні, але помер 17 грудня 1945 року, ще до початку виконання обов'язків на займаній посаді. Похований на Алеї заслужених на Повонзківському цвинтарі у Варшаві.

## Творчість

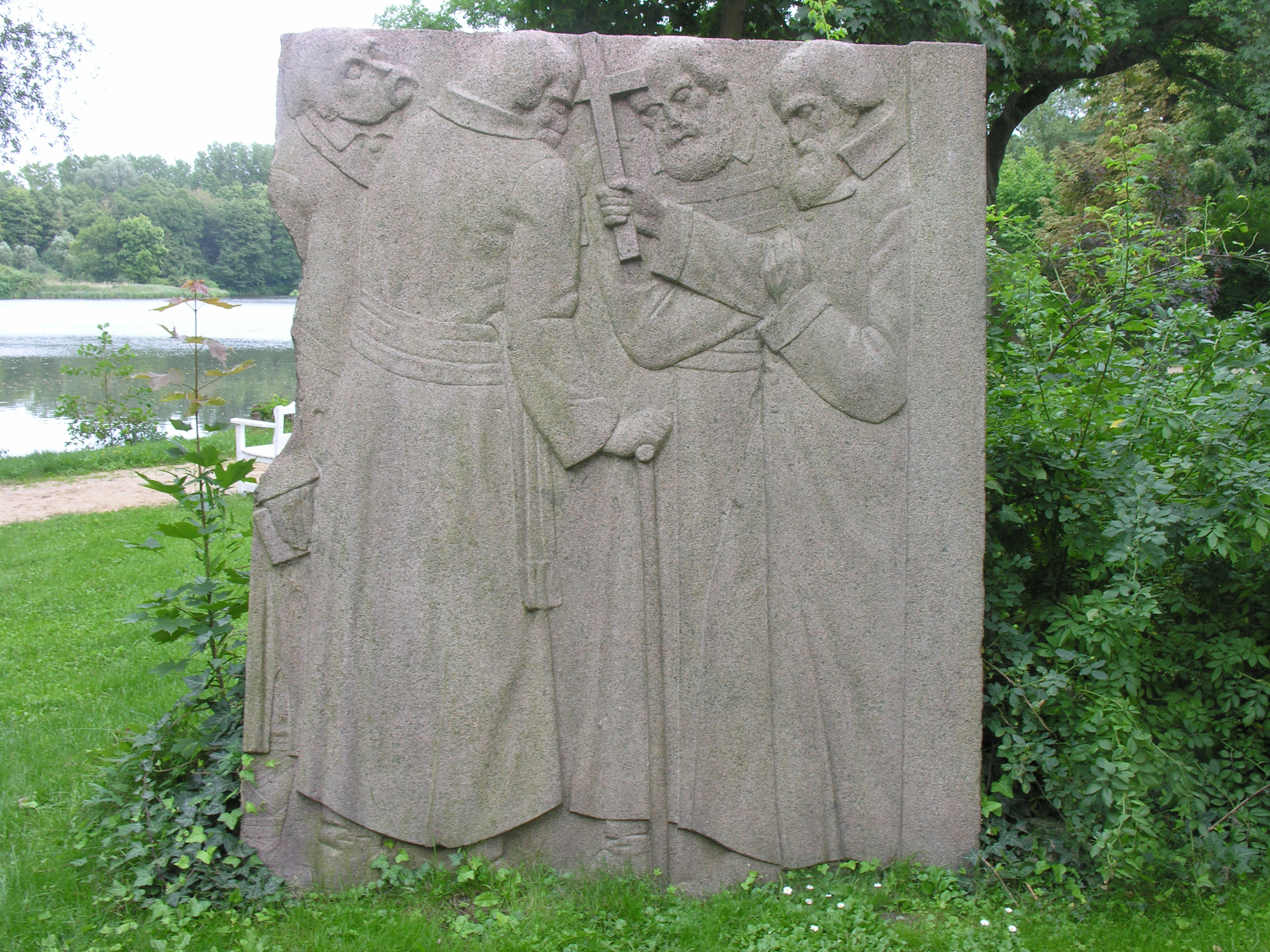
Барельєф нереалізованого пам'ятника Міцкевичу (парк в Радзейовіце)

Ранні роботи Генрика Куни, переважно створені з глини або гіпсу або ж відлиті у бронзі, є здебільшого портретними творами з відчутним впливом стилю імпресіонізму. Під час свого другого перебування в Парижі він познайомився із творчістю Арістида Майоля, що також вплинуло на його власне становлення як митця й зацікавився також античною, середньовічною, буддійською скульптурою. Індивідуальний стиль скульптора значною мірою виробився у 1919—1930 роках: він близький до неокласицизму і відрізняється компактністю форм, підкресленою ритмічністю композиції, схильністю до м'яких ліній, гладкої поверхні, заокруглених площин.
Після 1930 року Генрик Куна займався переважно скульптурними портретами і монументальною скульптурою. Зокрема, у цей період створив скульптурні портрети державних діячів (Юзефа Пілсудського, Едварда Ридза-Сміглого), письменників (Казімєжа Вежинського).
Одна з його скульптур із серії «Ритм» створювалася протягом декількох років, починаючи з 1925 року, й була завершена в 1929 році. Вона встановлена в Скаришевському парку Варшави.
У 1931 році проект Г. Куни виграв черговий, п'ятий за рахунком, конкурс на створення пам'ятника Адаму Міцкевичу у Вільно. За задумом скульптора, пам'ятник повинен був зображати поета в фігурі пілігрима, встановленої на високому цоколі (статуя заввишки 6 метрів). За творчим задумом, цоколь мав бути облицьованим дванадцятьма гранітними плитами з барельєфами (розташованими в 3 яруси), які зображують сцени з драматичної поеми Міцкевича «Дзяди». У 1933 році були повністю готові дерев'яна модель статуї й гіпсові виливки барельєфів. Пам'ятник передбачалося відкрити в 1935 році. Однак проект Куни не був реалізований: спочатку створення пам'ятника затримувалося у зв'язку з припиненням фінансування, потім роботи перервала розпочата Друга світова війна. Сім збережених барельєфів використано в ансамблі сучасного пам'ятника Міцкевичу у Вільнюсі.
У 1937 році Генрик Куна виграв конкурс на створення найкращого пам'ятника Юзефу Пілсудському у Варшаві, який, проте, також не був реалізований. Під час німецької окупації і після завершення війни митець займався майже виключно живописом (релігійні сцени, портрети, фігурні композиції).
Твори Г. Куни зберігаються в Національному музеї у Варшаві та інших музеях.